# Gooitske Marsman
Gooitske Marsman (ur. 7 kwietnia 1965 we Vlaardingen) – holenderska judoczka. Olimpijka z Barcelony 1992, gdzie zajęła czternaste miejsce w wadze lekkiej.
Uczestniczka mistrzostw świata w 1991. Startowała w Pucharze Świata w latach 1990−1992. Wicemistrzyni Europy w 1991. Trzecia na akademickich MŚ w 1988 roku.

## Letnie Igrzyska Olimpijskie 1992
| Konkurencja | Rundy eliminacyjne       | Rundy eliminacyjne     | Klas. końcowa |
| Konkurencja | Przeciwnik I             | Przeciwnik II          | Miejsce       |
| ----------- | ------------------------ | ---------------------- | ------------- |
| 56 kg       | Inna Toropiejewa (EUN) Z | Chiyori Tateno (JPN) P | 14.           |